# 朴成日
朴成日（韓語：박성일，1979年11月29日—），韩国男演员。2004年通过音乐剧《地铁1号线》出道，随后在多数电影、电视剧作品中扮演配角，2021年出演的电影《天使是病毒》是其出道17年来首次担任主演。

## 影视作品

### 电影
- 1997年：《Cue》
- 1999年：《快乐到死》饰演 录影带商店店员
- 2000年：《沒好死》饰演 烟灰缸服务员
- 2002年：《海岸线》饰演 姜上兵的朋友2
- 2004年：《双人组合在釜山》
- 2006年：《人生大赛》饰演 检察厅警察1
- 2006年：《我，不是那种人》饰演 尚厚
- 2006年：《Disco 2000》饰演 永俊
- 2006年：《有准备的人生》饰演 辅助经销商
- 2007年：《黃真伊》饰演 赌徒2
- 2007年：《率性而活》饰演 镇压队队员4
- 2008年：《无处容身》饰演 蓝龙乐队队长
- 2010年：《吝嗇羅曼史》饰演 秉斗
- 2010年：《水仙火》饰演 洗衣店客人
- 2011年：《冠军》饰演 云浩
- 2011年：《致母亲》饰演 亨重
- 2011年：《恶血》饰演 男子9
- 2011年：《物理课》
- 2013年：《落跑老爸》饰演 基赫的班主任
- 2011年：《现代家庭》
- 2013年：《33里》
- 2013年：《单间》
- 2014年：《保护者》饰演 药师
- 2014年：《野狗》饰演 韩奎南
- 2014年：《想活下去！》饰演 李金勇
- 2015年：《偵探：開端》饰演 宋警察
- 2015年：《突然變異》饰演 工会干部
- 2015年：《甜蜜家族》饰演 野猪爸爸
- 2016年：《兩個男人》饰演 朴警察
- 2017年：《軍艦島》饰演 李康玉乐团大号
- 2017年：《暴力的种子》饰演 秀男
- 2017年：《無人區》饰演 郑导演
- 2018年：《冠軍大叔》饰演 朴PD（友情出演）
- 2018年：《侦探2：回归》饰演 宋宰弼警察
- 2018年：《两居室》饰演 成均
- 2019年：《浪尖之地》饰演 医生
- 2019年：《极限逃生》饰演 三姐夫
- 2019年：《启动》饰演 劳务人员
- 2020年：《小石頭》饰演 海哲[5]
- 2020年：《三振集团英语托业班》饰演 尹记者[6]
- 2020年：《Lucky Monster》饰演 崔弼延
- 2021年：《天使是病毒》饰演 智勋
- 2021年：《緣來大飯店》饰演 俞浩
- 2022年：《海賊：鬼怪的旗幟》饰演 老兵
- 2022年：《狎鸥亭》饰演 重案组警察2
- 2023年：《或许我们分手了》饰演 润成（友情出演）
- 待定：《致名字》（이름에게）饰演 春浩[7]

### 电视剧
- 2011年：SBS《城市獵人》
- 2013年：JTBC《無情都市》
- 2014年：KBS2《純金的地》饰演 毒蛇
- 2015年：OCN《看到鬼的警察处容2（朝鲜语：귀신 보는 형사 처용 2）》
- 2017年：tvN《犯罪心理》饰演 孔亨圭
- 2019年：OCN《Watcher》饰演 金室长[8]
- 2019年：JTBC《浪漫的體質》
- 2019年：tvN《當惡魔呼喊你的名字時》（特别出演）
- 2019年：KBS《山茶花開時》饰演 朴龙吉
- 2020年：SBS《浪漫醫生金師傅2》饰演 性暴力罪犯
- 2020年：tvN《謗法》饰演 闵政寅[9]
- 2020年：tvN《秘密森林2》饰演 李大成[10]
- 2020年：JTBC《Hush》饰演 张宰权[11]
- 2021年：KBS2《大發不動產》饰演 马光泰
- 2021年：Naver TV《所以我和黑粉结婚了》饰演 崔喜建
- 2021年：tvN《Happiness》饰演 世阳高中老师（特别出演）
- 2022年：KBS2《說出你的願望》饰演 表哲宇
- 2023年：Disney+《Moving》飾演 全在星
- 2023年：wavve《交易》饰演 催眠师
- 2025年：Channel A《代替旅行》飾演 獸醫（特別出演）

## 奖项荣誉
| 年份   | 颁奖礼           | 奖项       | 入围者         | 结果 | 参考          |
| ------ | ---------------- | ---------- | -------------- | ---- | ------------- |
| 2024年 | 第11届野花电影奖 | 最佳男主角 | 《短跑运动员》 | 提名 | [ 12 ] [ 13 ] |